# Osmia ishikawai
Osmia ishikawai är en biart som beskrevs av Hirashima 1973. Osmia ishikawai ingår i släktet murarbin, och familjen buksamlarbin. Inga underarter finns listade i Catalogue of Life.